# Castillo y parque de Fontaine La Soret
El castillo y parque de Fontaine la Soret(en francés: Château et parc de Fontaine la Soret) es un château francés del siglo XVIII situado en la comuna de Fontaine la Soret, departamento de Eure, que tiene un jardín con una superficie de 12 hectáreas, incluyendo tanto la colección botánica como la vegetación local, que es visitable por el público.
Algunos elementos del castillo fueron objeto de una inscripción al título de los monumentos históricos en 1986 y en 1995 también lo fue el parque.

## Historia
El señor d'Augny, senescal de la policía, fue encargado por el rey Louis XV, para desarrollar el comercio entre París y los puertos del Canal de la Mancha. Para ello, creó haca 1760 la ruta París-Caen, que corresponde más o menos con la actual RN 13. La comuna de Fontaine la Soret se encuentra equidistante de ambas ciudades y por ello Augny decidió instalarse allí. 
Augny destruyó el castillo existente y lo reconstruyó entre 1764 y 1769 con la apariencia que se puede ver hoy. Así mismo todos los edificios de servicio del señorío, así la armería, pabellones de limpieza y el presbiterio. 
El dominio nunca ha sido desmantelado en los últimos años: esta es una de las ventajas de este lugar en el que se conserva el pasado con el fin de mantener «l'esprit des lieux» (el espíritu del lugar).

## Colecciones
El parque fue plantado en 1770 con numerosos árboles de haya en los jardines «à la française» detrás del castillo (lado este y sur) y secuenciados en los bosquetes de la pendiente actualmente limitada por la vía del tren. 
Las hayas, de dos siglos de antigüedad, han ido cayendo gradualmente durante diferentes tormentas (1976 y 1999). 
El parque accesible a la visita se divide en varias partes:
- Desde la entrada al patio común: tilos, tejo italiano, hayas de doscientos años de edad, rosas antiguas, senderos bordeados de diversos árboles de maderas duras de hojas persistentes y coníferas
- Desde el patio de honor: parcialmente remodelado por el paisajista Inglés Russell el jardín « à l'Anglaise »hay planos de agua con fuentes animadas, jardines de flores divididas en 16 triángulos rodeado por setos de tejo con capuchinas, narcisos, tulipanes, lirios, amapolas.. Muchas variedades de plantas perennes. Cedro del Líbano plantado en 1770, rampa de Wisteria y una gran magnolia...
- Jardín Romántico que se habría creado (sin confirmar) por los hermanos Duchesne. Parte del sitio "Rousseau", creado a finales del siglo XIX, con cascadas que fluyen a la manera del Bois de Boulogne desde los estanques de Russell.